# Mount Nathan
Mount Nathan är en förort till Gold Coast i Australien. Den ligger i kommunen Gold Coast och delstaten Queensland, omkring 16 kilometer väst om centrala Gold Coast och 60 kilometer sydost om delstatshuvudstaden Brisbane. Vid folkräkningen 2016 hade Mount Nathan 1 214 invånare.